# Kostel svatého Václava (Zderaz)
Kostel svatého Václava na Zderaze je gotický jednolodní chrám v Praze 2 na Novém Městě. Nachází se v místech někdejší pražské osady Zderaz na terase na nároží dnešních ulic Resslovy a Dittrichovy.

## Historie

### Vznik kostela
Osada Zderaz je prastarého původu, odvozovaného etymologicky od jména vlastníka Zderada. Roku 1115 se ves připomíná i s kostelem, pravděpodobného patrocinia sv. Petra a Pavla.

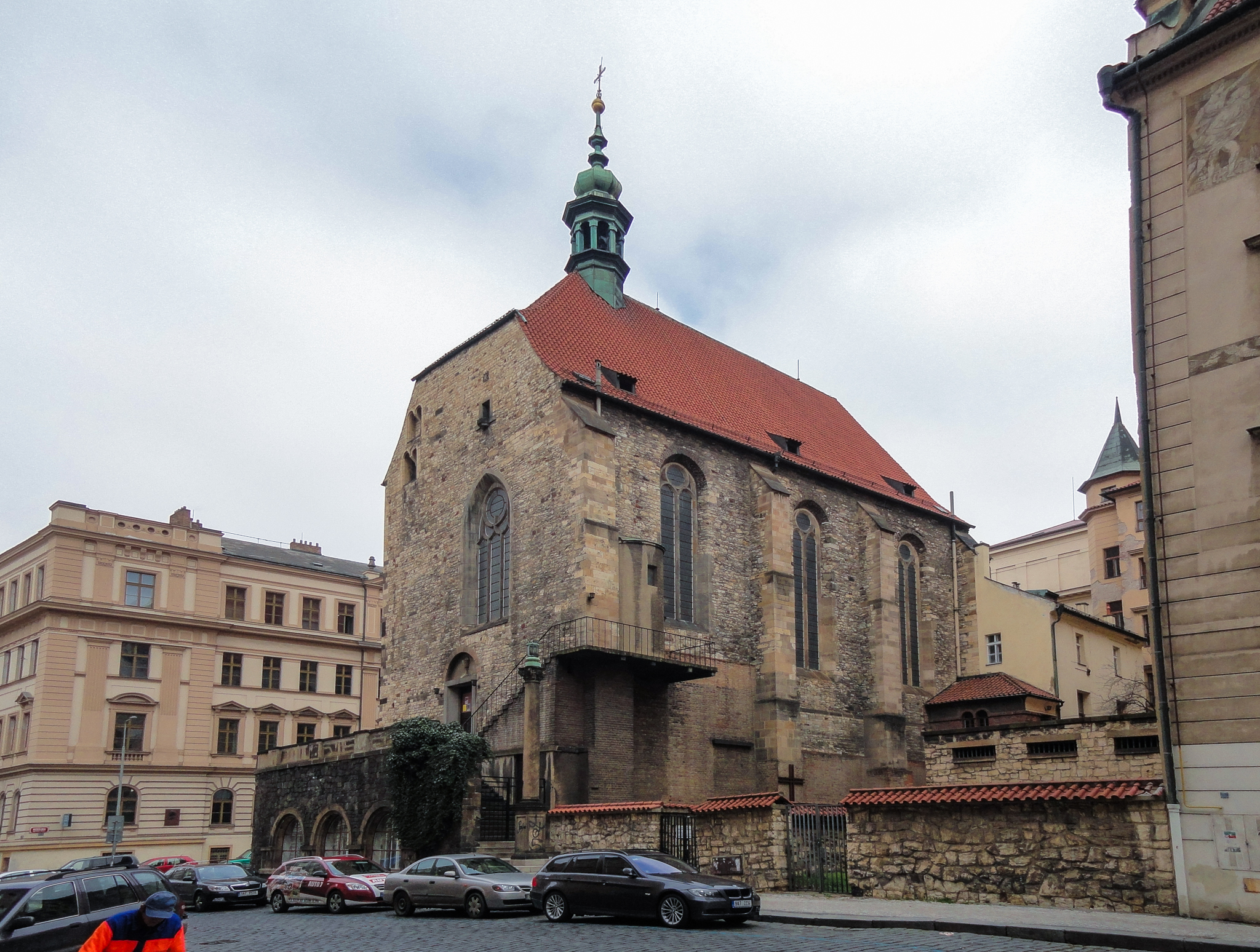
Pohled na kostel z Dittrichovy ulice.

V letech 1180–1190 osada patřila dvěma českým šlechticům Kojatovi a Všeborovi (Svéborovi) z rodu Hrabišiců, kteří darovali svůj majetek k založení kláštera řádu křižovníků – Strážců Božího hrobu řehole sv. Augustina. Jelikož tím obyvatelé vsi přišli o svůj farní kostel, založili bratři románský kostel sv. Václava, který převzal farní funkce kostela sv. Petra a Pavla. Dochovala se dokonce zpráva z roku 1278 o svěcení kostela sv. Václava ve vsi Zderaz  pražským biskupem Valentinem, které se uskutečnilo 26. listopadu 1181.
Z archeologických průzkumů provedených za účasti archeologa Karla Gutha v letech 1927 až 1929 víme, že se jednalo o jednoduchou, jednolodní obdélnou stavbu uzavřenou na východě polokruhovou apsidou a na západě velkou hranolovou nárožní věží z kvádříkového zdiva. Část této věže byla pojata do gotické přestavby a stala se součástí západního průčelí kostela ze 14. století. Jak bylo tehdy pravidlem, kostel obklopoval hřbitov. Dochovaly se tři náhrobní desky, z nichž dvě jsou vezděny v budově Muzea hl. m. Prahy na Florenci (v chodbě v přízemí za pokladnou) a jedna v Lapidáriu.

### 14. století
Roku 1324 koupil klášter dům u kostela s lázní a zřídil v něm špitál. Po založení Nového Města se kostel sv. Václava stal jedním z novoměstských farních kostelů, byla při něm škola a hřbitov. Patronátní právo zůstalo křižovníkům, kteří patrně stáli i za jeho gotickou přestavbou, která probíhala v souladu s novostavbami dalších novoměstských farních kostelů.
Novostavba gotického kostela vznikla v 2. polovině 14. století po založení Nového Města. Z vizitačních protokolů pražského arcijáhna Pavla z Janovic z let 1379–1382 se dovídáme, že kostel má čtyři oltáře a veškeré potřebné liturgické vybavení. V té době již stál zaklenutý chór o dvou polích křížové klenby a s pětibokým závěrem se sakristií po jižní straně. Loď kostela zůstala bez klenby, byla krytá patrně jen dřevěným stropem, podepřeným dvěma sloupy. Zde jsou důkazem o záměru sklenout loď vnější opěráky. Do gotické lodi byla pojata již zmíněná věž románského kostelíka i jeho severní zdi. Podél východní strany kostela sv. Václava vedla až do r. 1633 spojnice ze Starého Města až do Podskalí.

### Období husitských válek
5. srpna 1420 byl klášter vypálen husity a kostel sv. Václava s farou byly předány husitským kněžím. Po husitských válkách dochází k obnově kostela, kdy u dvojice sloupů vzpírajících dřevěný strop byly přistavěny oltáře, první zasvěcený sv. Mikulášovi a sv. Prokopovi, druhý sv. Janu Křtiteli. Kolem roku 1500 ozdobila hlavní oltář gotická archa, přenesená v roce 1760 do farního kostela sv. Vojtěcha v Jílovém u Prahy.

### 16.–17. století

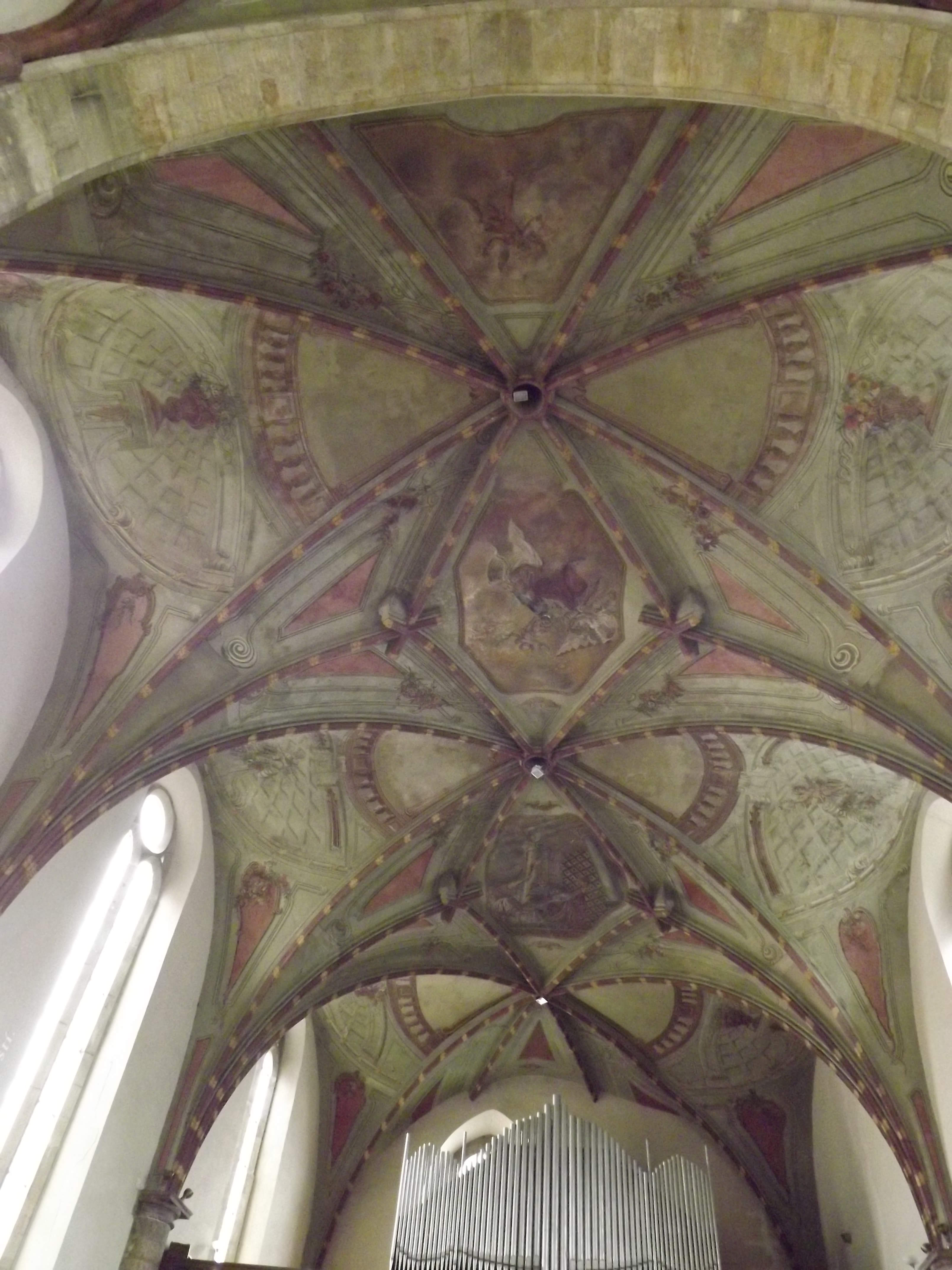
Klenba nad hlavní lodí.

Až do roku 1586 zůstal chrám beze změny, pak částkou 300 kop přispěl císař Rudolf II. na záchranu kostela sv. Václava na Zderaze. Byl zbořen dřevěný strop lodi podepřený dvěma dřevěnými sloupy. Loď kostela byla zaklenuta novu klenbou v pozdně gotickém duchu s terakotovými žebry, svedenou na renesanční toskánské polosloupy. Tato přestavba si vyžádala snížení gotických oken a výměnu jejich kružeb a patrně i ubourání románské věže v interiéru, včetně jejího zabudování do západního štítu lodi. Stavba byla řízena Karlem Mělnickým.
V roce 1641 byl pro nově přišlou komunitu řádu bosých augustiniánů dokončen klášterní ambit. Již předtím, roku 1623 daroval císař Ferdinand II. kostel se zvonicí, zvony, školou a hřbitovem s farou řádu bosých augustiniánů. S podporou císaře a šlechty se bosí augustiniáni o tři roky později pustili do stavby kláštera na západní straně kostela. Tam také asi v 17. století byla zřízena kruchta. Kolem roku 1645 byl kostel vydlážděn podobně jako pražská katedrála deskami z bílého mramoru a zeleného serpentinitu, přivezenými z Pražského hradu, odkud byly přivezeny také 4 mramorové sloupy. O rok později byla stavba dokončena.
V roce 1641 byl dokončen klášterní ambit. Roku 1646 bylo na západní straně kostela vystavěno rozsáhlé klášterní stavení, zahrnující konvent, prelaturu a knihovnu. O rok později byl kostel při obléhání Prahy Švédy poškozen dělovými koulemi. Na místě gotické sakristie vyrostla v 17. století nová se štukovou výzdobou.
Klášter a kostel sv. Václava byl centrem kultu tohoto světce na Novém Městě a Karel Škréta namaloval pro ambit 32 lunetových obrazů Svatováclavské legendy. Klášter a kostel se staly jakousi „galerií“ Škrétových děl zhotovených pro augustiniány, např.: Poslední večeře Páně, Bolestná P. Marie, Mytí nohou apoštolům, sv. Tomáš Akvinský a další. Konaly se zde často také pohřby významných osobností.

### 18.–19. století
V roce 1785 byl klášter zrušen, odsvěcen a od roku 1809 zde byla umístěna novoměstská trestnice, která byla v letech 1822–1826 rozšířena o dvě křídla. Kostel byl roku 1827 znovu vysvěcen a sloužil pro potřeby trestnice až do roku 1884, kdy byla trestnice přemístěna na Pankrác, a celý komplex budov koupilo město. V rámci asanace Prahy v 90. letech měl být kromě kláštera zbourán i kostel sv. Václava. Pro jeho záchranu intervenovala Komise pro soupis stavebních, uměleckých a historických památek královského hlavního města Prahy a podařilo se demolici kostela zabránit. Ve věci záchrany a opravy kostela se angažovali zejména členové komise architekti Josef Mocker, Antonín Wiehl, Jan Zeyer a Bedřich Münzberger.

### Rekonstrukce ve 20. století
Kolem roku 1904 byl celý klášterní objekt zbořen a terén zplanýrován na úroveň nově proražené Resslovy ulice. Na jeho místě vyrostly činžovní domy. Rekonstrukce se však kostel nedočkal. Poté kostelu reálně hrozila demolice. V roce 1904 ale objednal Spolek pro obnovu kostela sv. Václava na Zderaze návrh na rekonstrukci, na které se podíleli architekti Antonín Wiehl a Josef Fanta. Byl zrušen hřbitov, avšak kostel se rekonstrukce nedočkal. V roce 1909 pověřila městská rada architekty Eduarda Sochora a Ladislava Čapka záchranou stavby kostela. Tehdy byla vytvořena kolem kostela terasa, byly zpevněny základy a obnoveny kružby, avšak po roce práce opět skončily. Až po odkoupení kostela Církví československou husitskou v roce 1926 byla rekonstrukce dokončena a ke Svatováclavskému miléniu roku 1929 chrám znovu vysvěcen. Nový chrámový mobiliář byl z největší části vytvořen Františkem Bílkem. V roce 1936 bylo pod sníženou, pozdně renesanční malovanou kruchtou citlivě zřízeno kolumbárium podle návrhu ing. Belady.

## Architektura

### Popis exteriéru

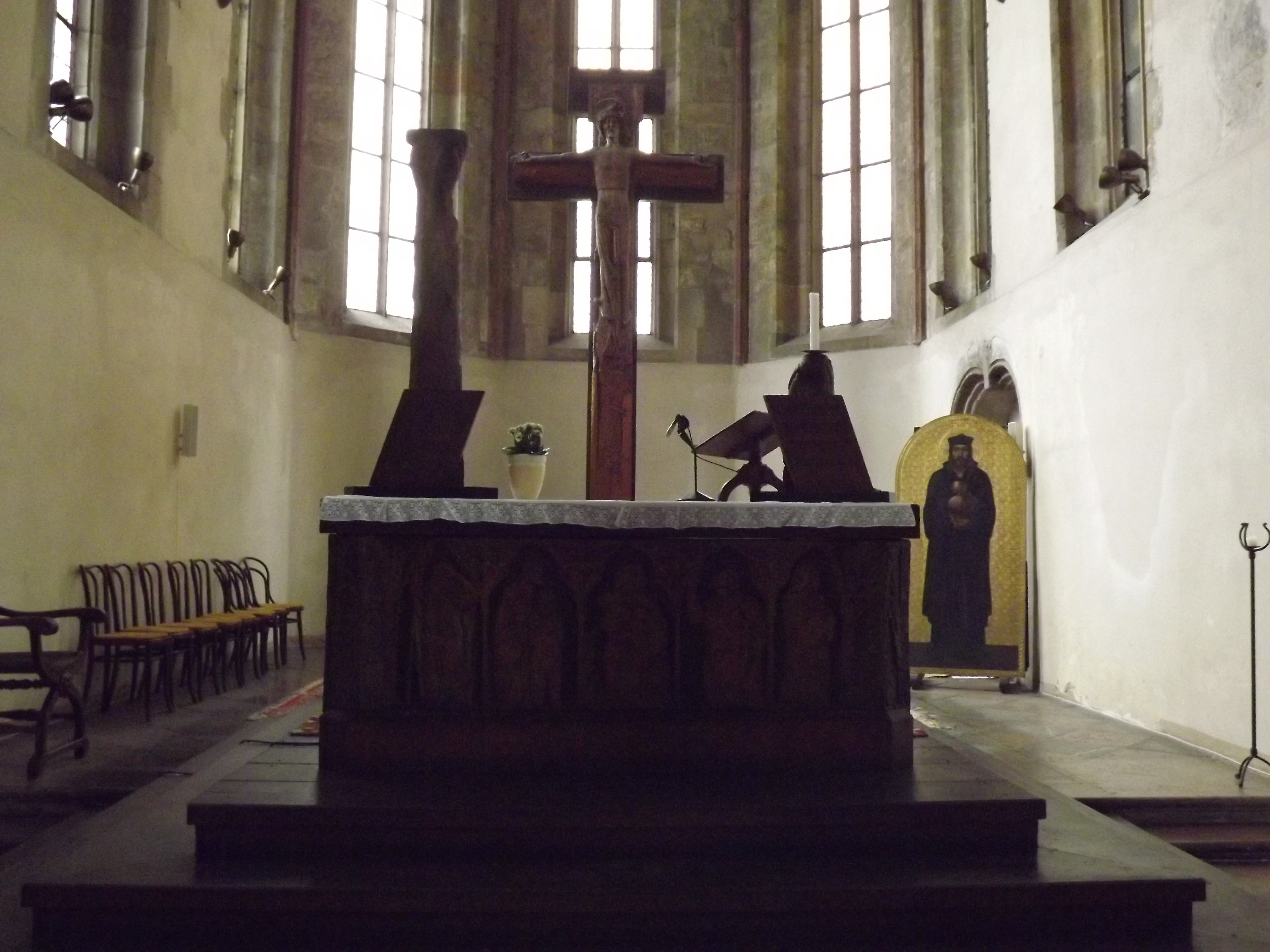
Hlavní oltář se svícny v podobě rukou

Kostel sv. Václava stojí dnes na kamenné terase nad úrovní ulice. Stavba je provedena z lomového kamene, v němž je roztroušeno románské zdivo.
Je zde polygonálně ukončené kněžiště, širší, obdélná a nepravidelná loď, malá barokní vížka sanktusová a barokní sakristie na jihu. Hlavní loď je vysoká 14 metrů, užší i nižší presbyterium je vysoké 13 metrů a je zakončené pěti stranami osmihranu.
Hrotitá okna s profilovaným ostěním mají nové kružby, sestavené podle zbytků starých. Hrotitá zkrácená okna mají jednoduché kružby renesančního charakteru. Skruží v okně se zachovalo pouze v jediném okně, které se nachází za hlavním oltářem.
Loď se směrem k západu zužuje a na jihu je opřena čtyřmi a na severu třemi jednoduchými opěráky. V severozápadním rohu stavby a v jejím průčelí se nachází nejstarší část, tedy zbytek původního románského kostelíka. V průčelí je nepřesná hranice mezi oběma druhy zdiva, v důsledku častých stavebních úprav. V prostoru pod úrovní kostela se v současné době nachází galerie.

### Popis interiéru

#### Klenby
Kněžiště je zaklenuto dvěma poli křížové klenby a v závěru paprsčitě. Žebra hruškovitého profilu spočívají v závěru na hlavicích pětibokých přípor, které dnes končí ve výši předokenní římsy. Prostor kněžiště a lodě je oddělen hrotitým vítězným obloukem s výžlabkem. Loď je zaklenuta pozdně gotickou klenbou s terakotovými žebry, svedenou na renesanční toskánské polosloupy. Žebra se vzájemně prolínají a jejich konce se za křížením přesahují. Žebra se sbíhají na krycí desky hlavic toskánských polosloupů. Klenbu lodi pokrývají nástropní, pozdně barokní fresky.

#### Nástěnné malby

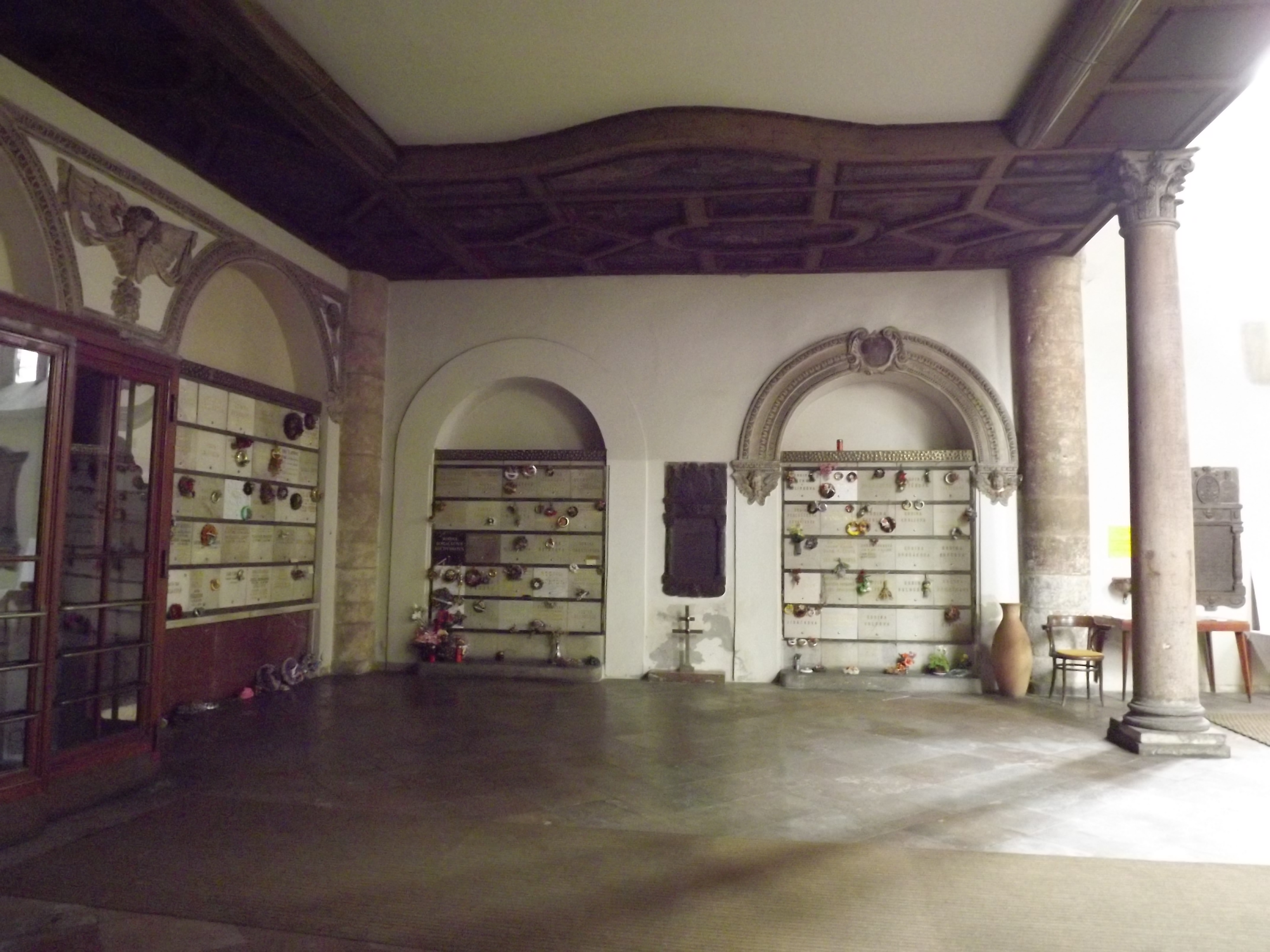
Prostor pod kruchtou

Nástěnné malby prozrazují úzké vztahy ke knižnímu malířství – bohatě drapované postavy nejen ve statických skupinách, nýbrž i ve výpravných výjevech. Na severní stěně presbytáře je symbolicky znázorněno panenské mateřství P. Marie. Vyjadřovala je řada drobných výjevů v geometrickém kompozičním rámci. Na jižní stěně je zobrazen Strom života, do něhož jsou vkomponovány medailóny s výjevy Kristových zázraků. Východiskem tohoto kompozičního rozvrhu je toskánské malířství. I přes značná mechanická poškození prozrazují zderazské malby nejvyšší kvalitu. Kruchta s dřevěným zábradlím spočívá na toskánských kamenných sloupech s hlavicemi.
Kruchta
Kruchta s dřevěným zábradlím spočívá na toskánských kamenných sloupech s hlavicemi. V podkruchtí se nachází dřevěný malovaný strop. V západní zdi pod kruchtou se nacházely 4 latinské nápisy přidané v pozdější rekonstrukci v 19. století. První nápis připomíná, že kostel jako první zasvětil biskup Valentin (1179 –1182). Druhý říká, že kostel po husitských válkách posvětil v roce 1646 kardinál arcibiskup Arnošt Harach. Třetí nápis patří biskupovi Zdeňkovi Chřespickému z Modliškovic, který 25. července 1757 posvětil 5 obnovených obrazů. Čtvrtý říká, že biskup Prokop hrabě Valdštýn posvětil 3 oltáře 17. října. Před restaurováním stavby byly ve zdech pod kruchtou umístěny hroby významných osobností.
Pod kruchtou se nachází kolumbárium.

#### Sedile
Dvojdílné sedile se nachází na jižní stěně kněžiště. Sedile má ostění profilovaného hruškovce a obloun mezi dvěma výžlabky. Profilace vychází z šikmé plochy trnože. Dva sdružené stlačené obloučky završují výklenek. V obloucích je slabě zlacený drobný ozdobný štukový detail. Jeho forma vycházela z tradice italských štukatérů, kteří působili v Praze v první polovině 17. století i později.

#### Sakristie

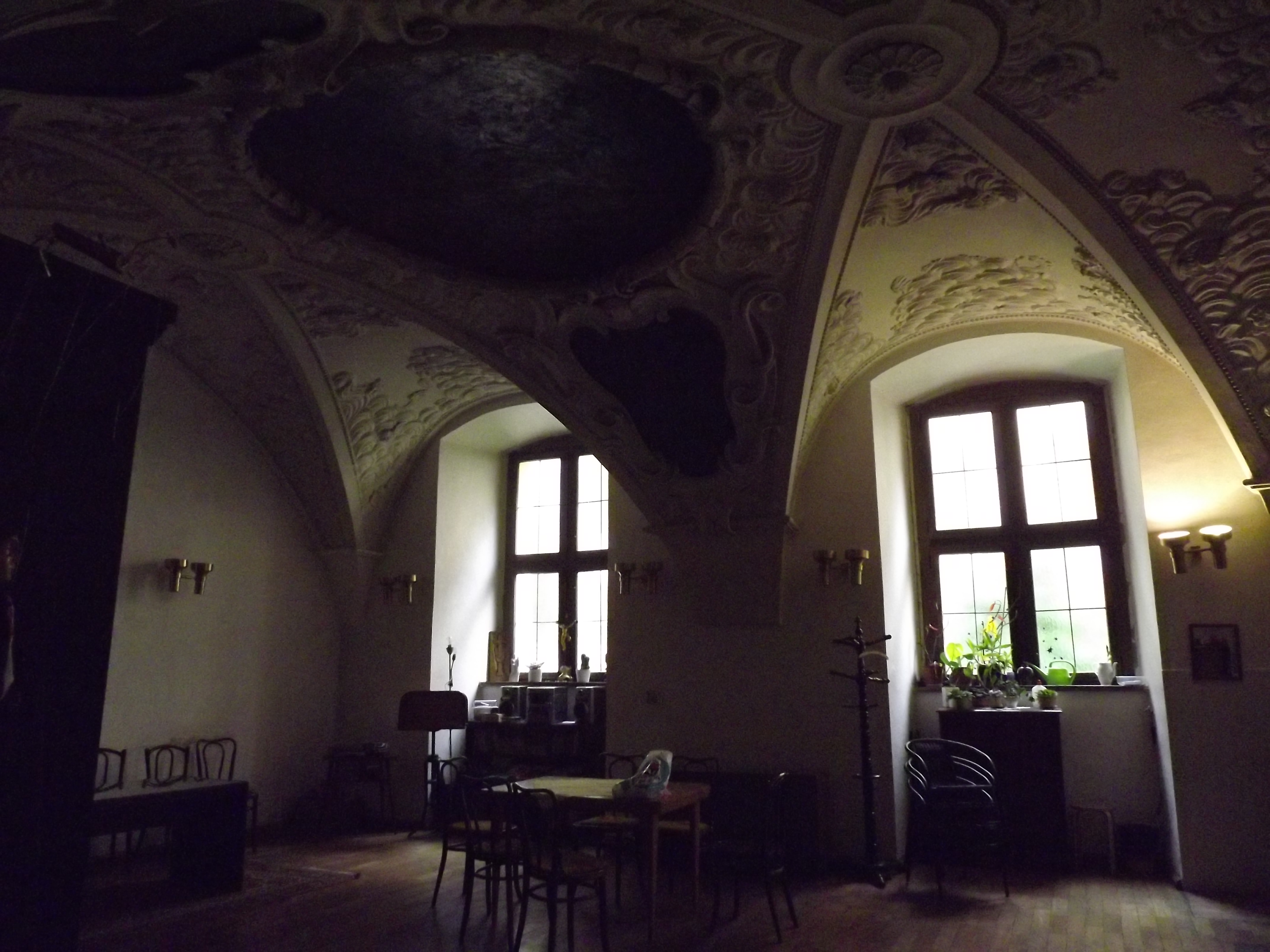
Pohled do barokně upravované sakristie.

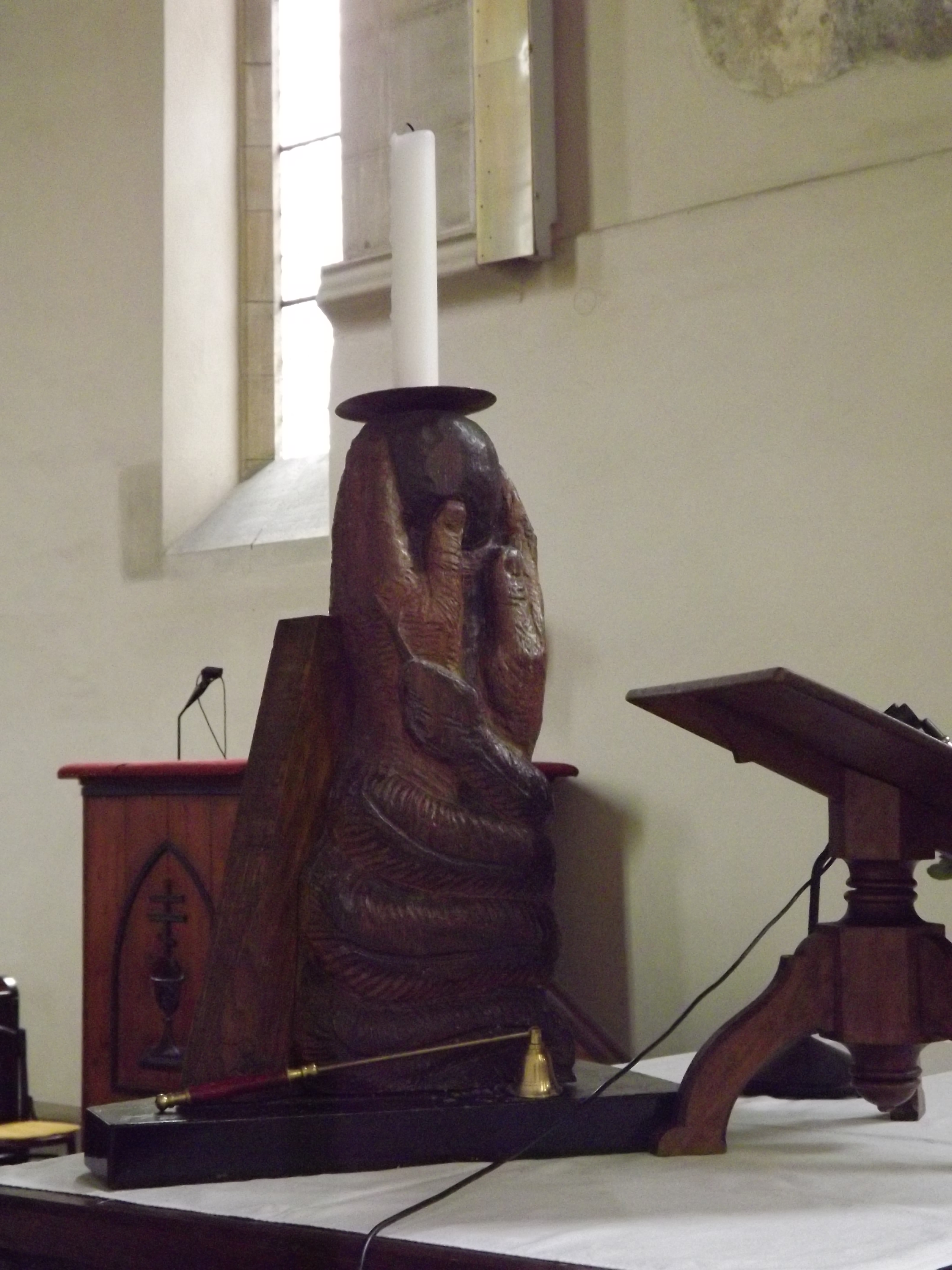
Svícen v podobě lidských rukou

Profilovaný vchod do sakristie leží na jižní straně kněžiště, stejně jako sedile. Portál do sakristie je profilován obdobně jako sedile, je také goticky lomený, chybí pouze vnitřní výžlabek. Nad vchodem se nachází zbytky původní nástěnné malby. Freska zobrazovala Rodokmen Kristův, oblíbené téma pro kultovní
prostory. Strom zelené barvy tvoří ústřední osu. U kořene je skupina Zvěstování Panny Marie a ve větvích jsou v kruzích zbytky obrazů Ježíšových předků. Fresky pochází z přelomu 14. a 15. století.
Barokní sakristie vznikla kolem poloviny 17. století. Má obdélný půdorys, dvě okenní osy a nízkou valenou klenbu s výsečemi. Klenba je pokrytá bohatou štukovou výzdobou pletenců, listoví a hlaviček andělíčků. Ve středním rámu se nachází freska Korunování Panny Marie, ve druhém Kněžic Václav almužníkem, ve třetím Kníže Václav odevzdává Podivenovi kněžské roucho.

### Vybavení interiéru
Kněžišti dominuje monumentální socha Ukřižovaného, vyřezaná roku 1930 Františkem Bílkem z modřínového dřeva. Od stejného autora je i oltářní stůl. Na přední desce bohoslužebného stolu, vyřezaného do lipového dřeva, je šest postav z české historie: praotec Čech, kněžna Ludmila s knížetem Václavem, Jan Hus, Jan Žižka a Jan Amos Komenský. Zajímavé je i zpracování svícnů v podobě rukou. Lavice zhotovil sochař František Kotyza podle návrhu Františka Bílka. Každá řada lavic má vlastní zoomorfní motiv. V neposlední řadě důležitou součástí zařízení interiéru jsou varhany umístěné v západní části chrámu na hudební kruchtě. V podkruchtí se nachází dřevěný malovaný strop.

## Kaple Božího hrobu
Kaple Božího hrobu při kostele svatého Václava byla postavena podle vzoru kaple stojící uprostřed Chrámu Božího hrobu v Jeruzalémě. Stála v mezitraktu spojujícím hlavní loď kostela s klášterem, v polokruhovém závěru, který byl prolomen dvěma vchody do klášterní zahrady. Nad ní při západní straně byla vystavěna zpěvácká tribuna spojená se schodištěm, které ústilo přímo u kaple. Byla to obdélná stavba téměř 8,5 m dlouhá, zakončená kruhovým presbytářem. Ve středové ose byl hlavní vstup do Andělské kaple, jíž se vstupovalo do hrobové komory zakončené půlkruhem. Kapli zastřešovala baldachýnová edikula o šesti sloupcích. Na rozdíl od původního vzoru v Jeruzalémě, resp. později stavěných kaplích v Českých zemích se tato odlišovala záměnou půdorysu obou místností, která nebyla obvyklá ani v sousedních zemích.
Stavba kaple byla povolena dle listu z 26. prosince 1643. Základní kámen byl slavnostně uložen do základů stavby dne 8. října 1643 za přítomnosti Ondřeje Kakera, pražského metropolitního děkana, Arnošta Vojtěcha hraběte z Harrachu, pražského arcibiskupa a donátora Kryštofa Vratislava z Mitrovic, nejvyššího písaře Českého království. Nesl olověnou destičku s nápisem SANCTISSIMO DOMINI NOSTRI JESU CHRISTI SEPULCHRO FF: AUGUSTINIANI DISCALCEAT A: 1643. DIE 8. OCTOBRIS D:D:. Dokončená kaple byla vysvěcena v pátek 11. března 1645. Donátor Kryštof Vratislav z Mitrovic zemřel dne 9. září 1645. Jeho tělo bylo uloženo na 3 dny do předsíně kaple a následně pohřbeno do krypty pod ní. Před svou smrtí doplnil závěť o fundaci 1000 florinů přímo pro kapli Božího hrobu. Papež Urban VIII. nadal ještě nevysvěcenou kapli plnomocnými odpustky. Ty byly určeny pro všechny křesťany, kteří kapli Božího hrobu navštívili nebo se vyzpovídali na den Nalezení sv. Kříže nebo na svátek Povýšení sv. Kříže. V roce 1670 byla v kapli položena podlaha z mramorových desek. V roce 1704 poškodil vítr a oheň střechu Božího hrobu. Převor zahájil opravy, při kterých byla střecha pokryta šindelem a zhotovena věžička z dubového dřeva.

## Galerie

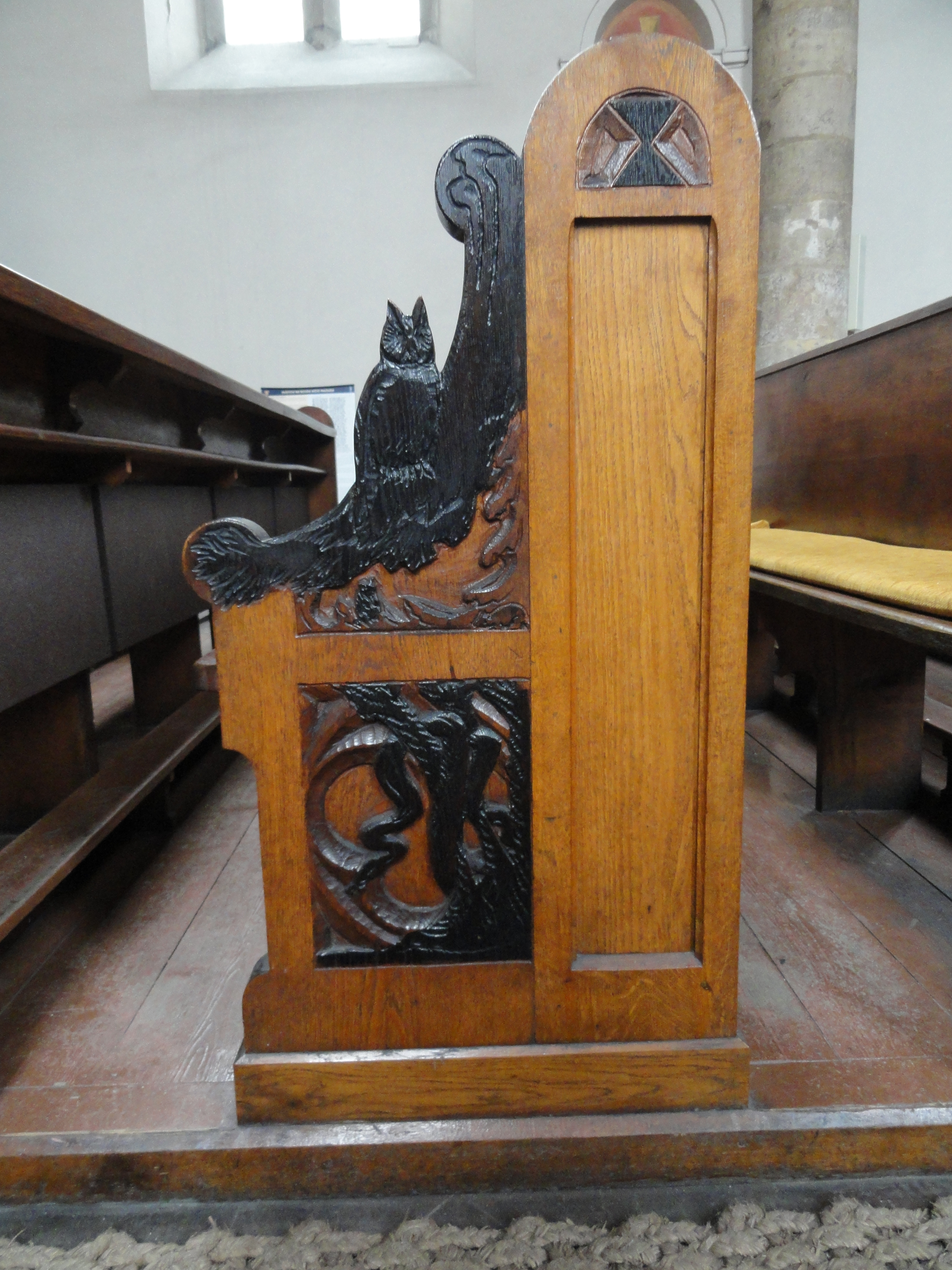
Lavice realizované podle návrhu Františka Bílka sochařem Františkem Kotyzou
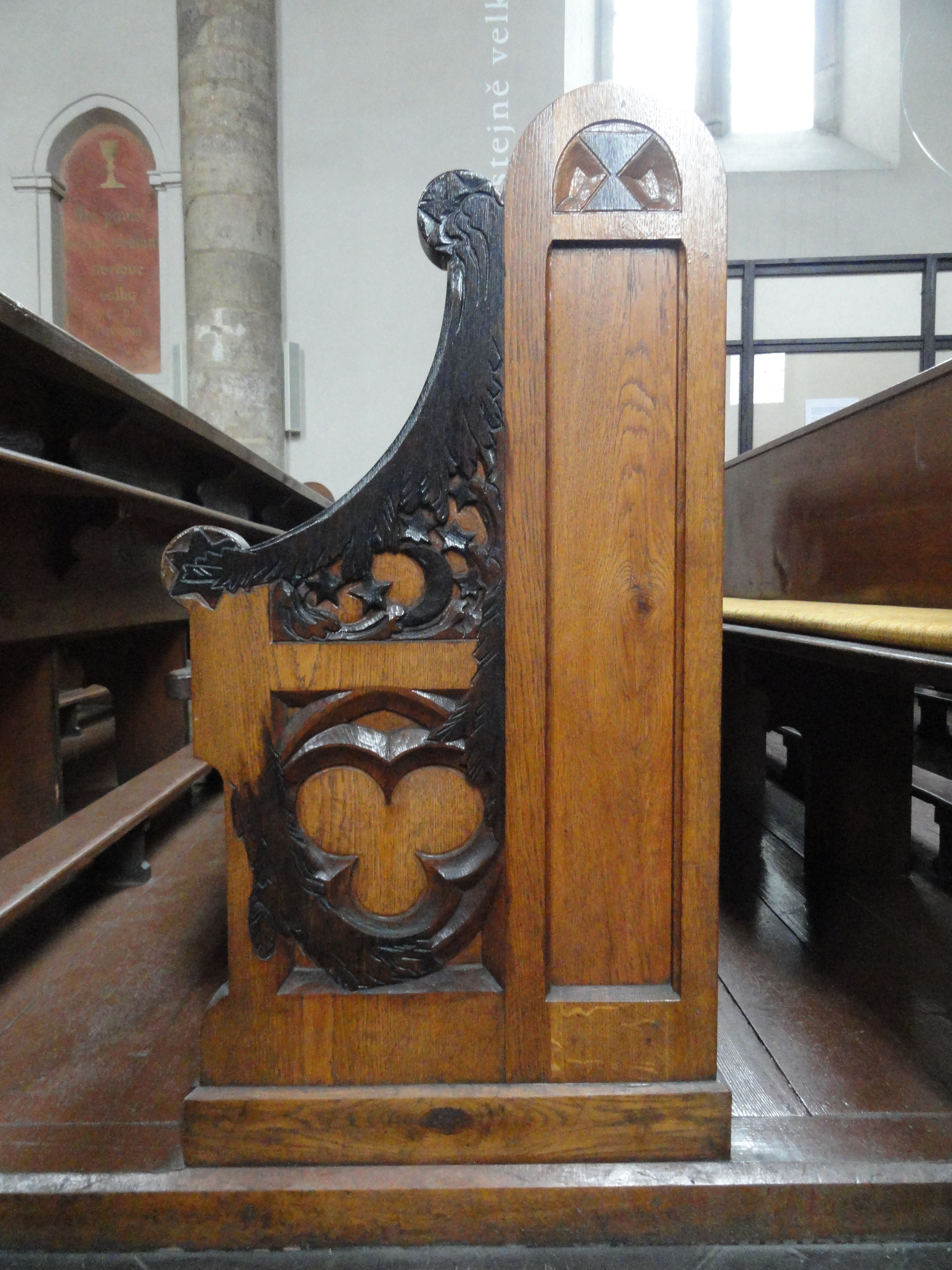
Lavice podle návrhu Františka Bílka
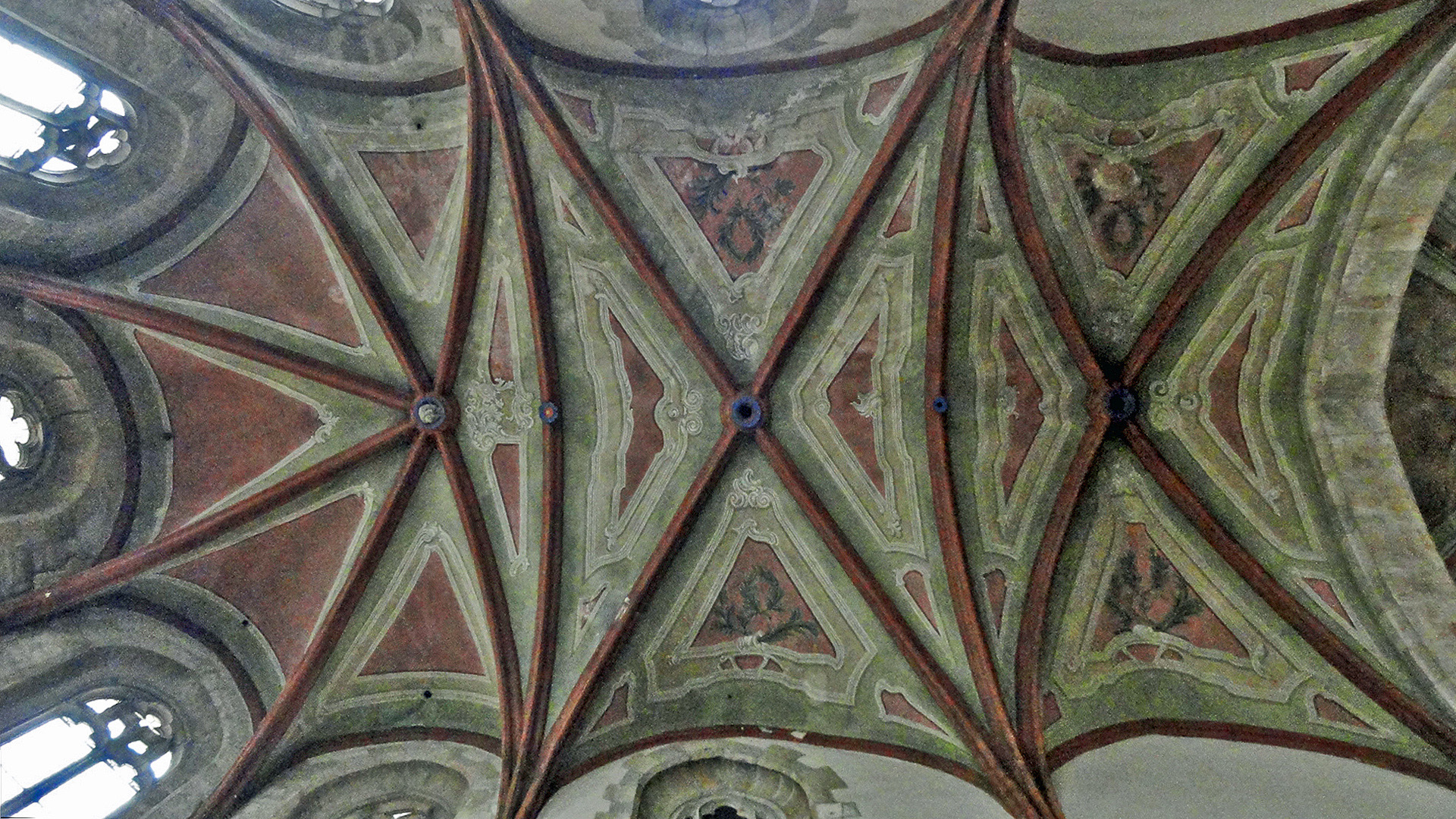
Kněžiště je zaklenuto dvěma poli křížové klenby a v závěru paprsčitě
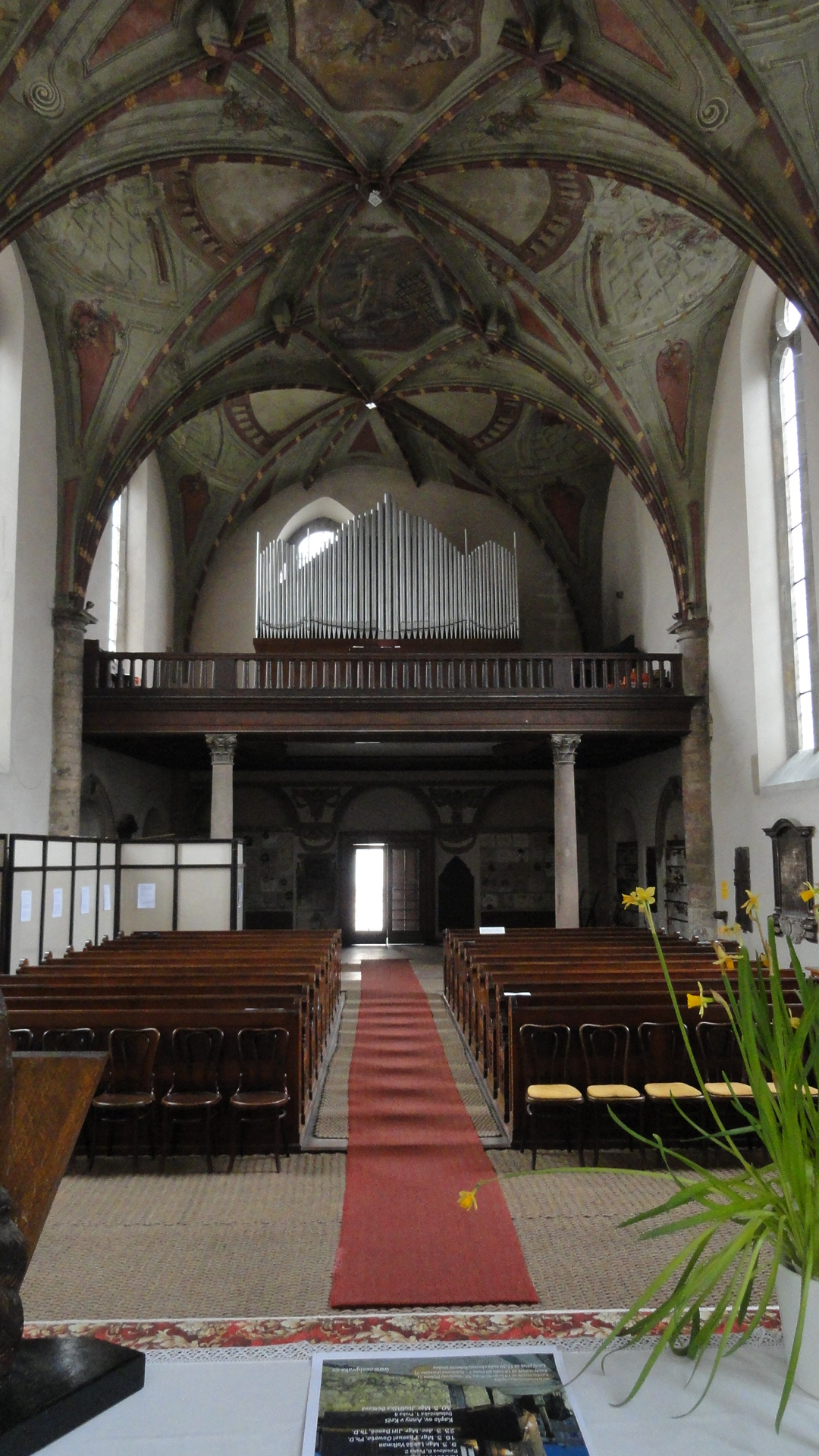
Interiér kostela sv. Václava na Zderaze
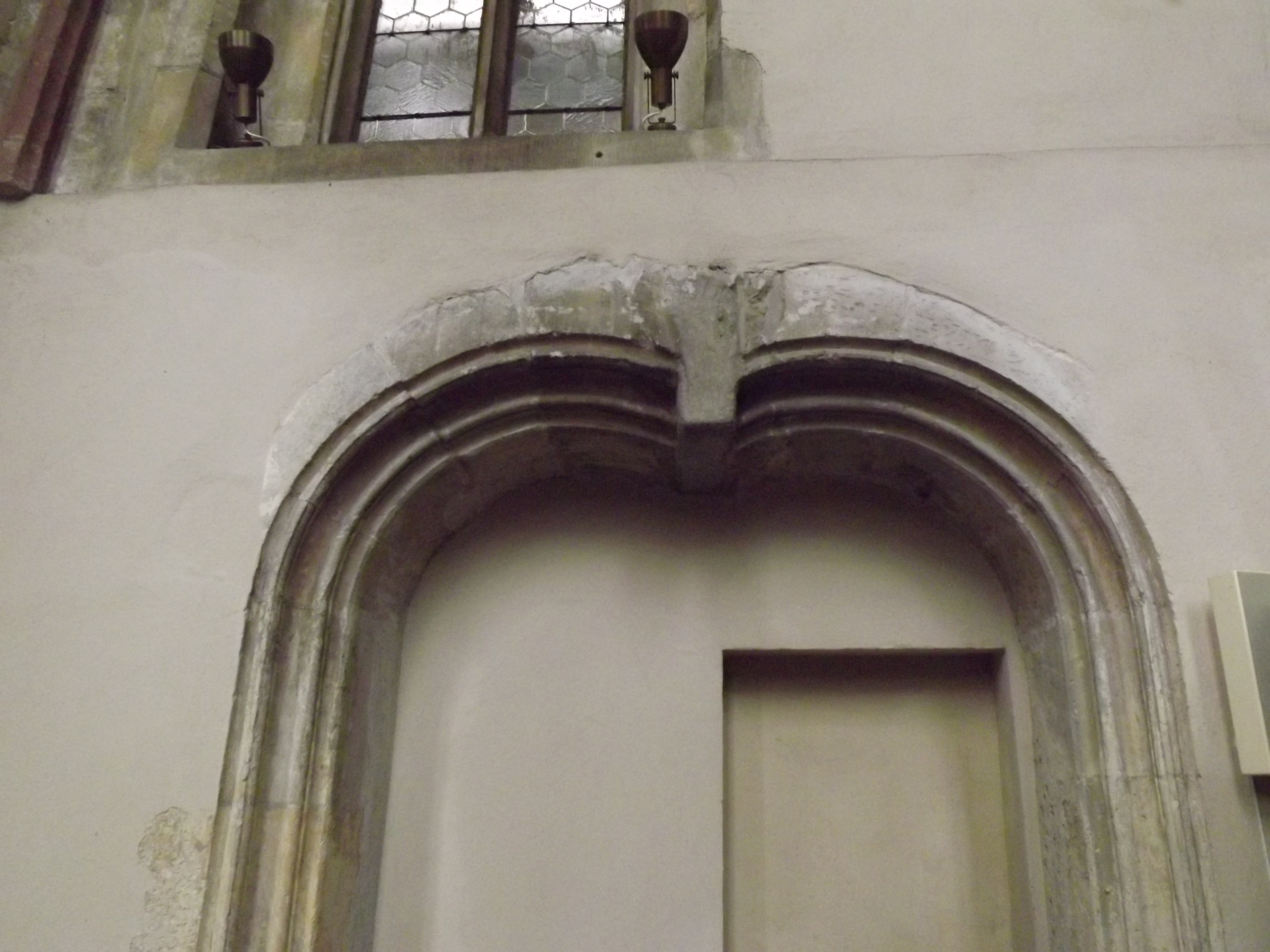
Sedile
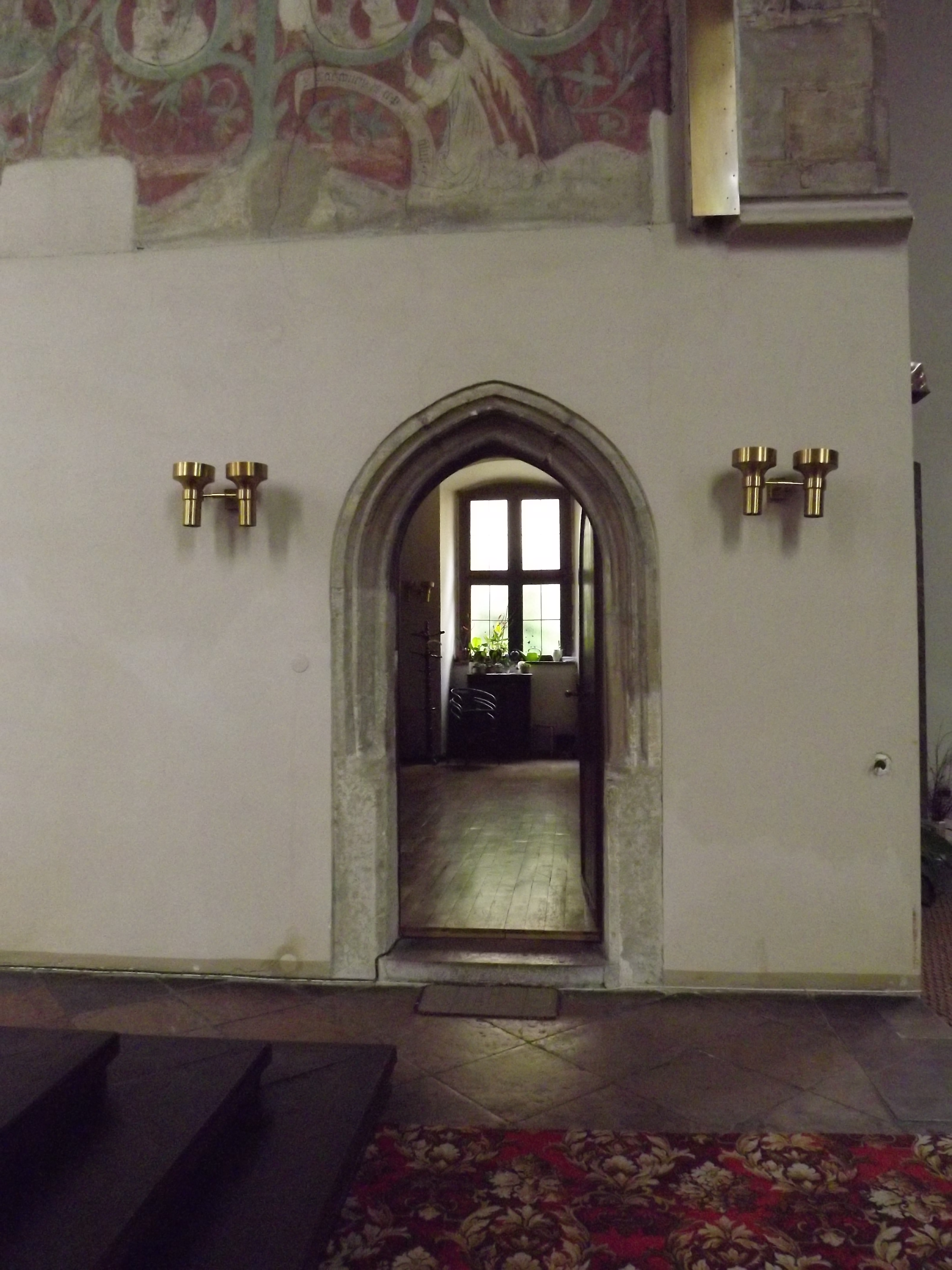
Vstup do sakristie
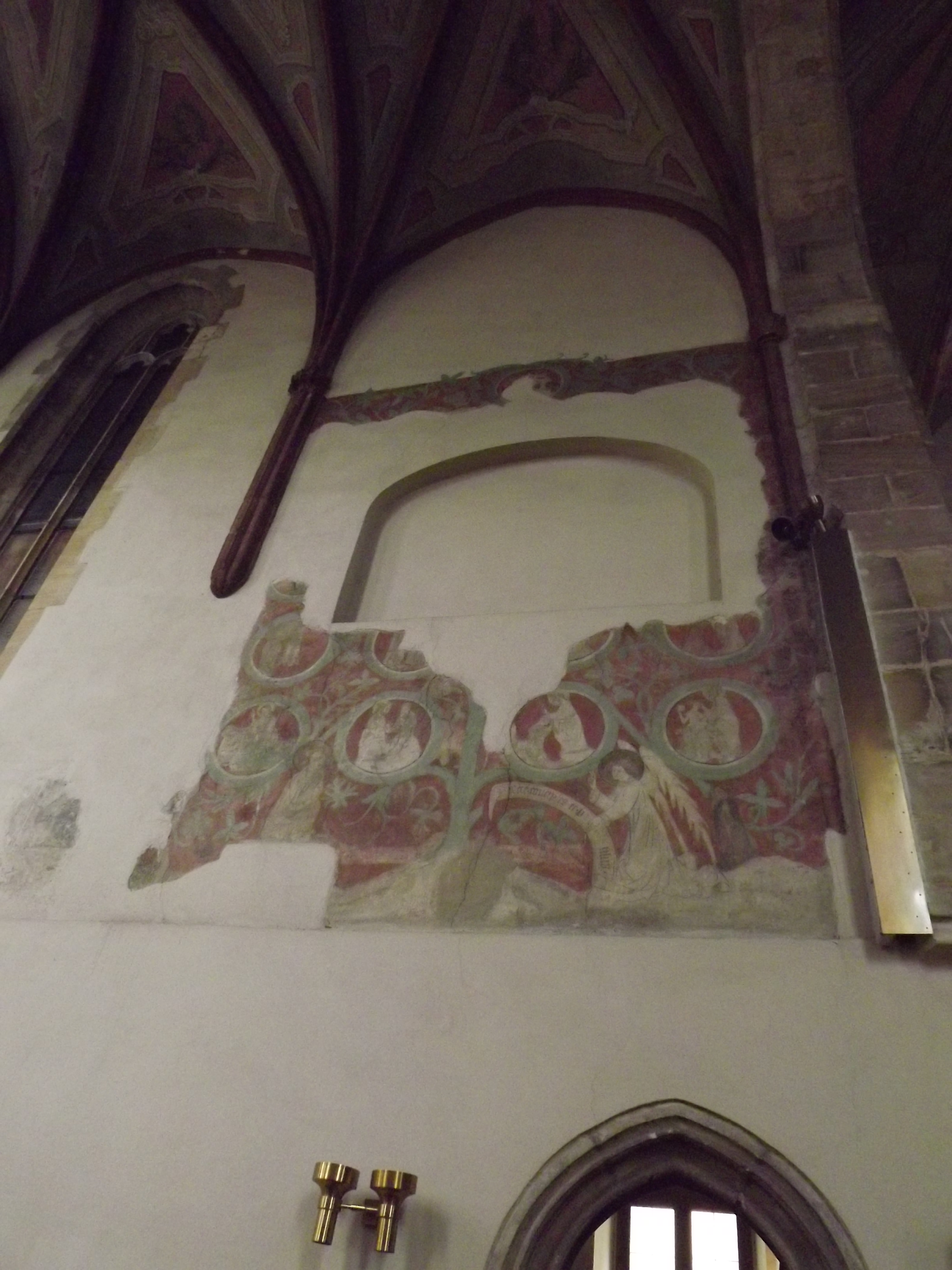
Zbytky malby nad vchodem do sakristie
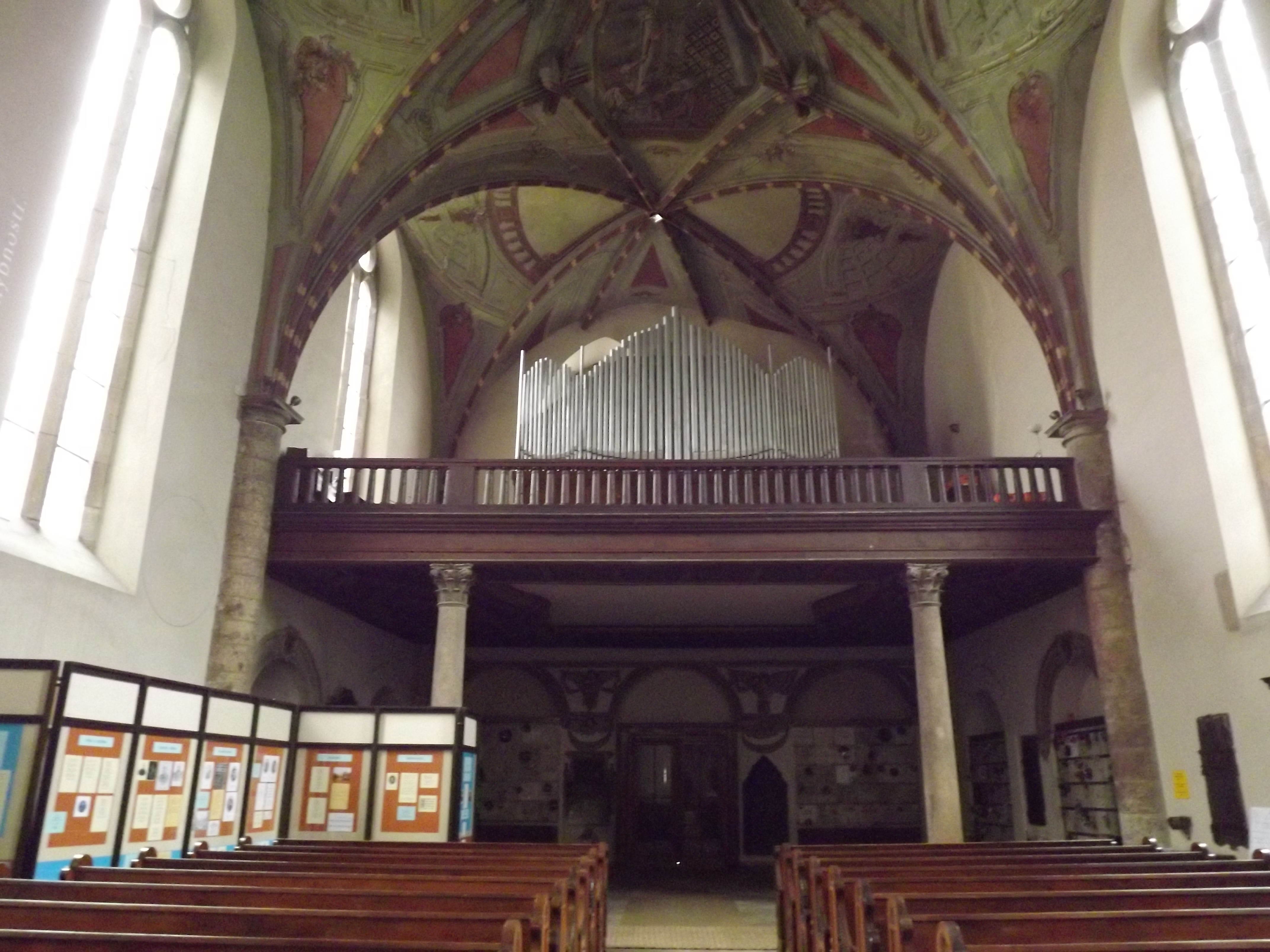
Kruchta
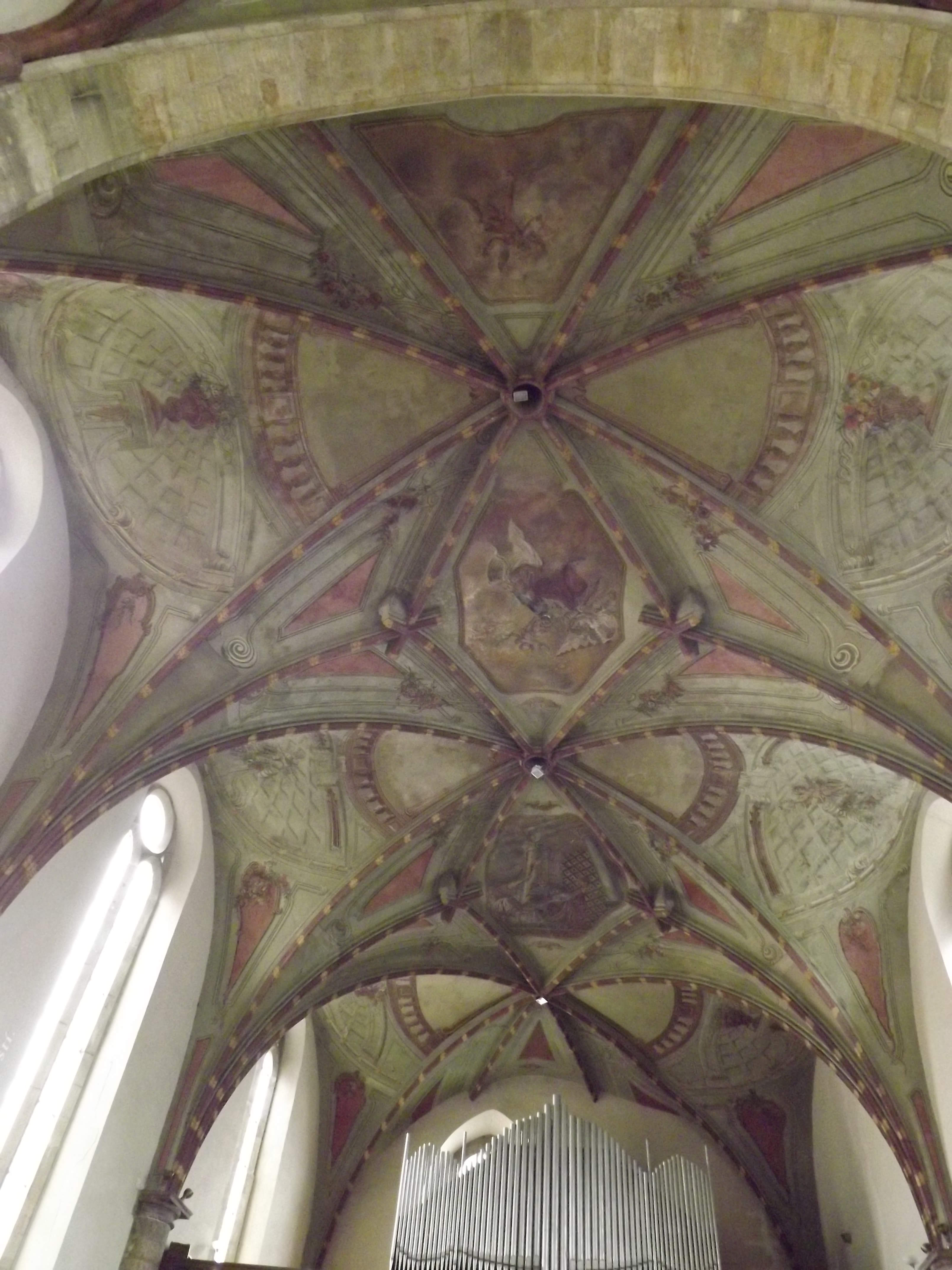
Klenba nad hlavní lodí
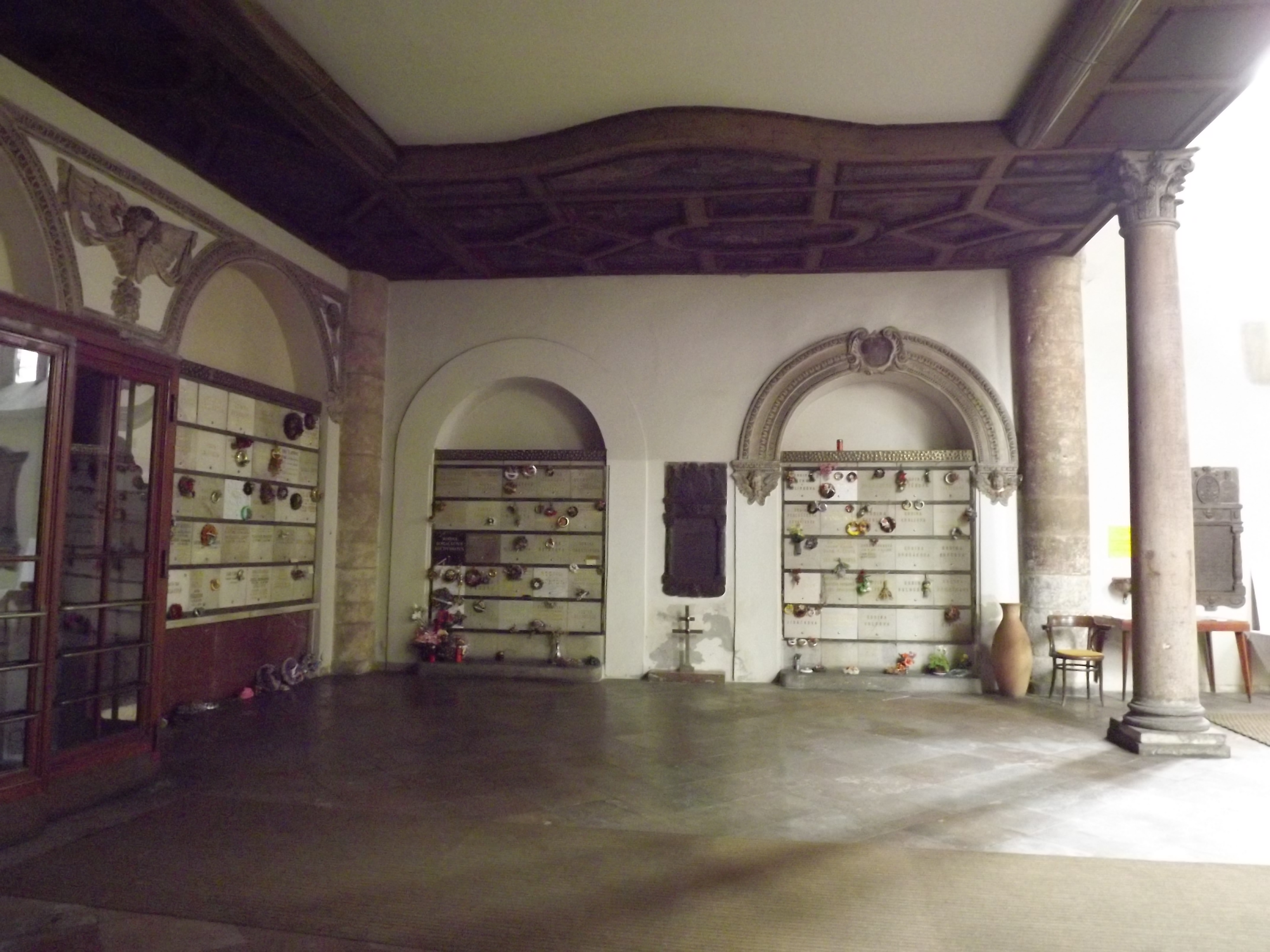
Prostor pod kruchtou
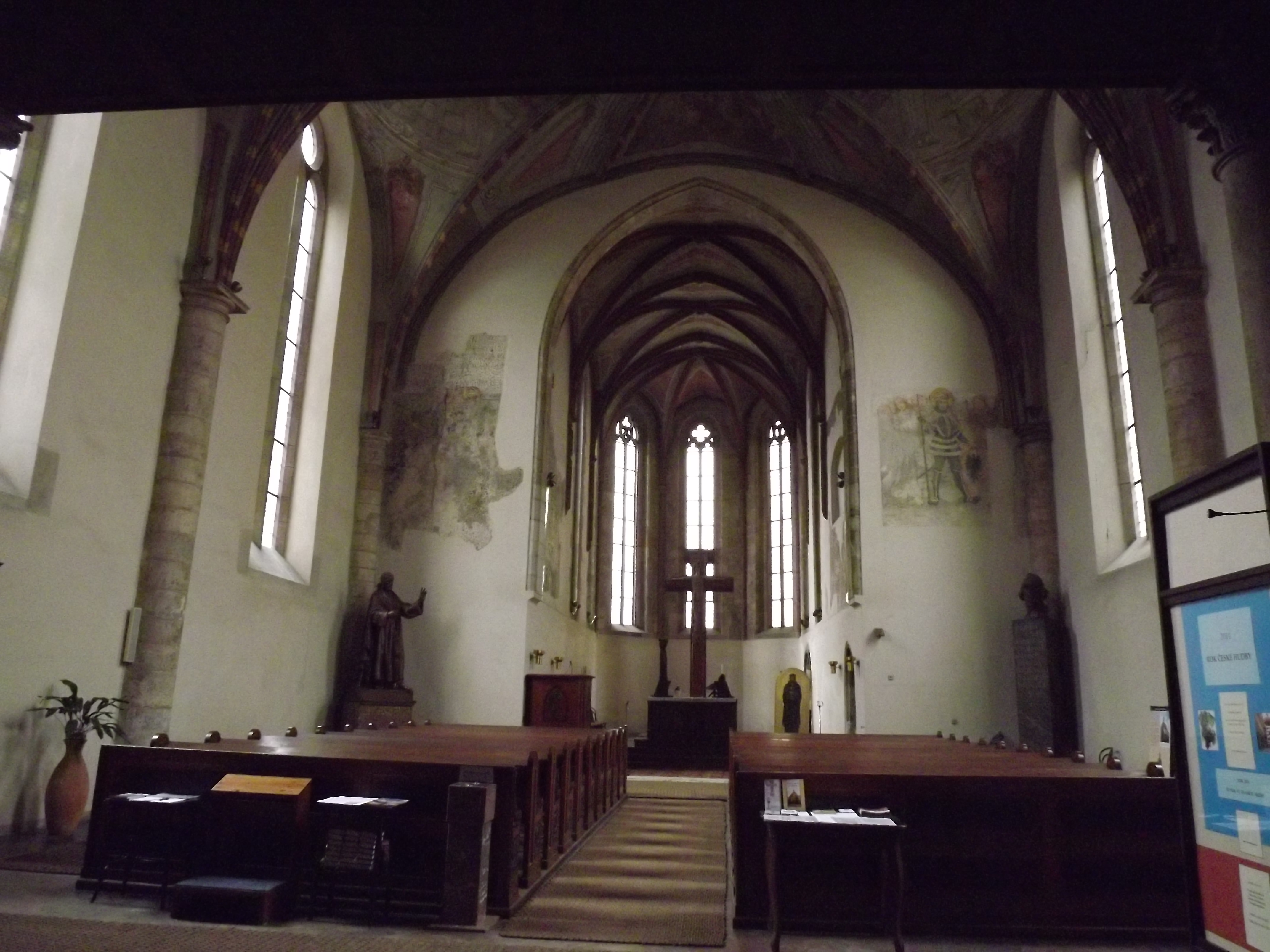
Výhled z prostoru pod kruchtou
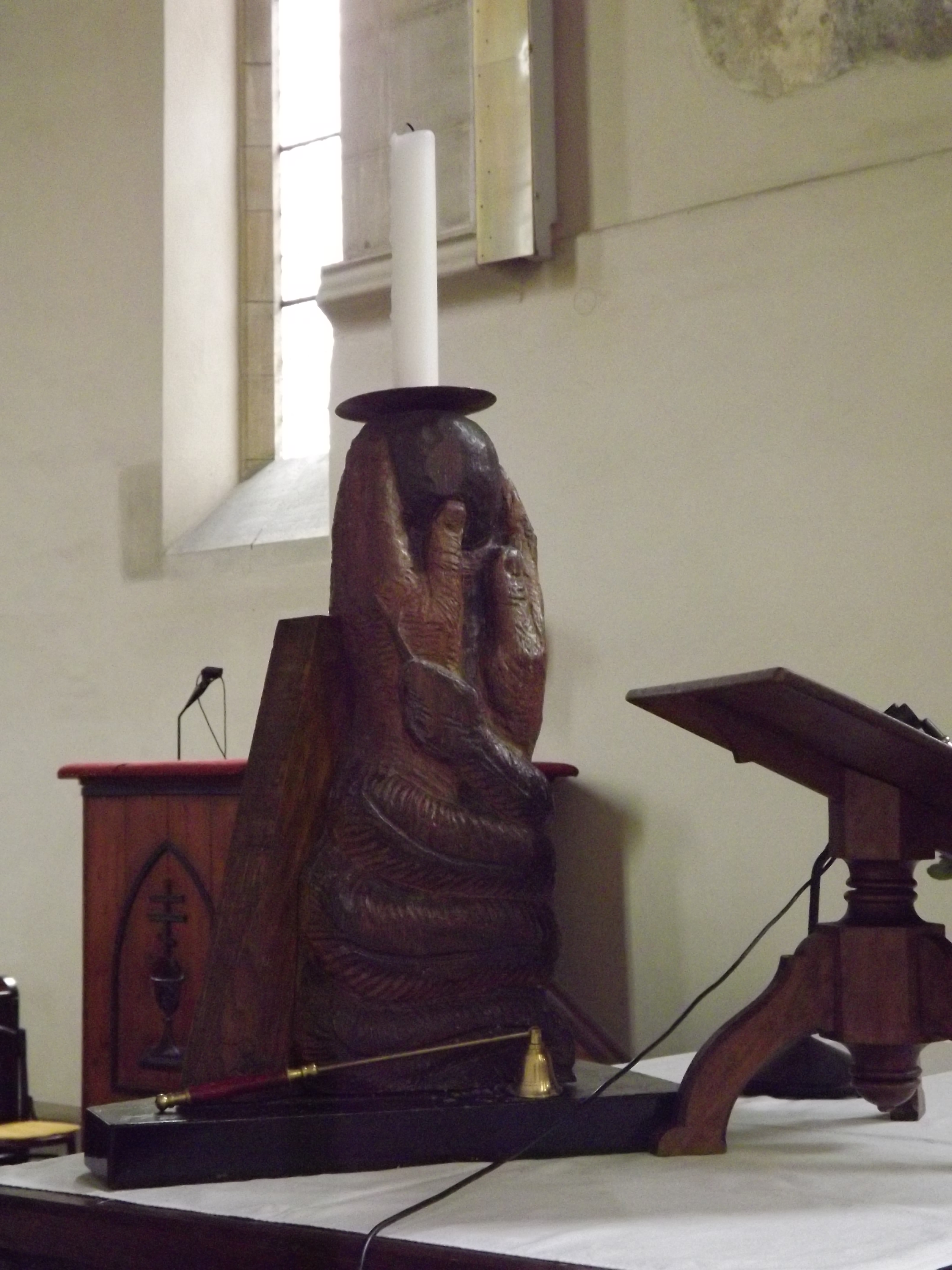
Svícen v podobě rukou
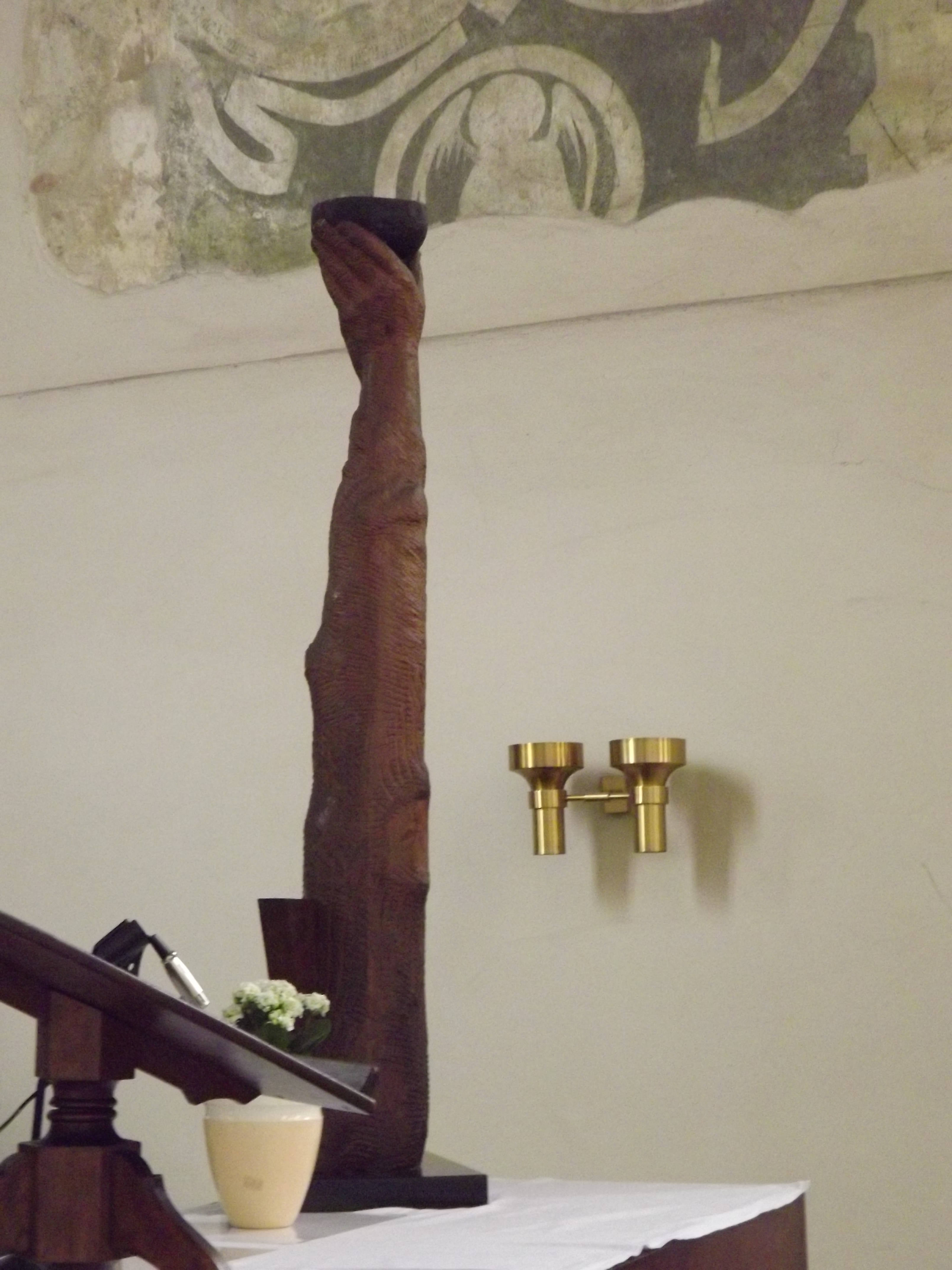
Svícen v podobě rukou
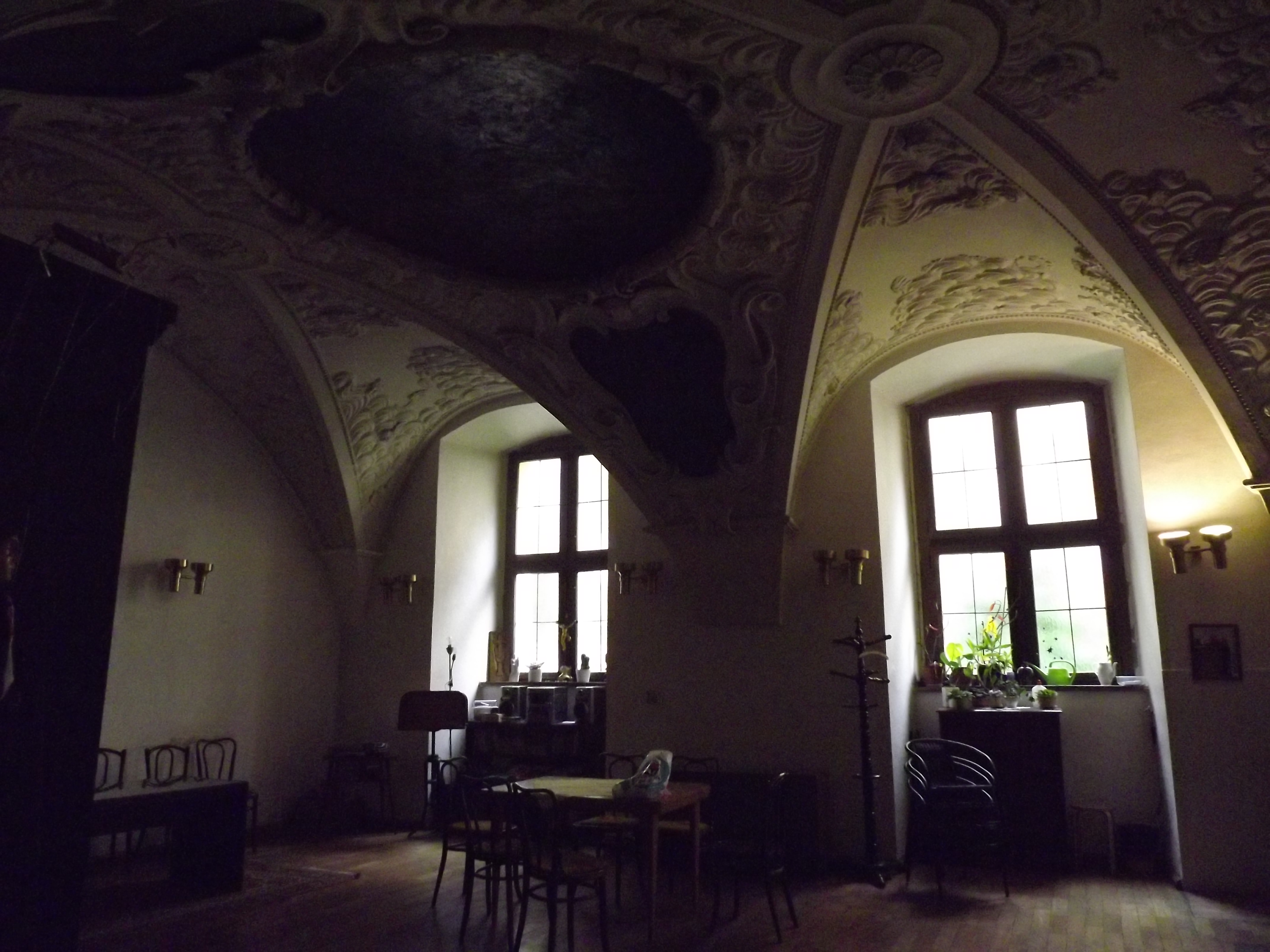
Sakristie
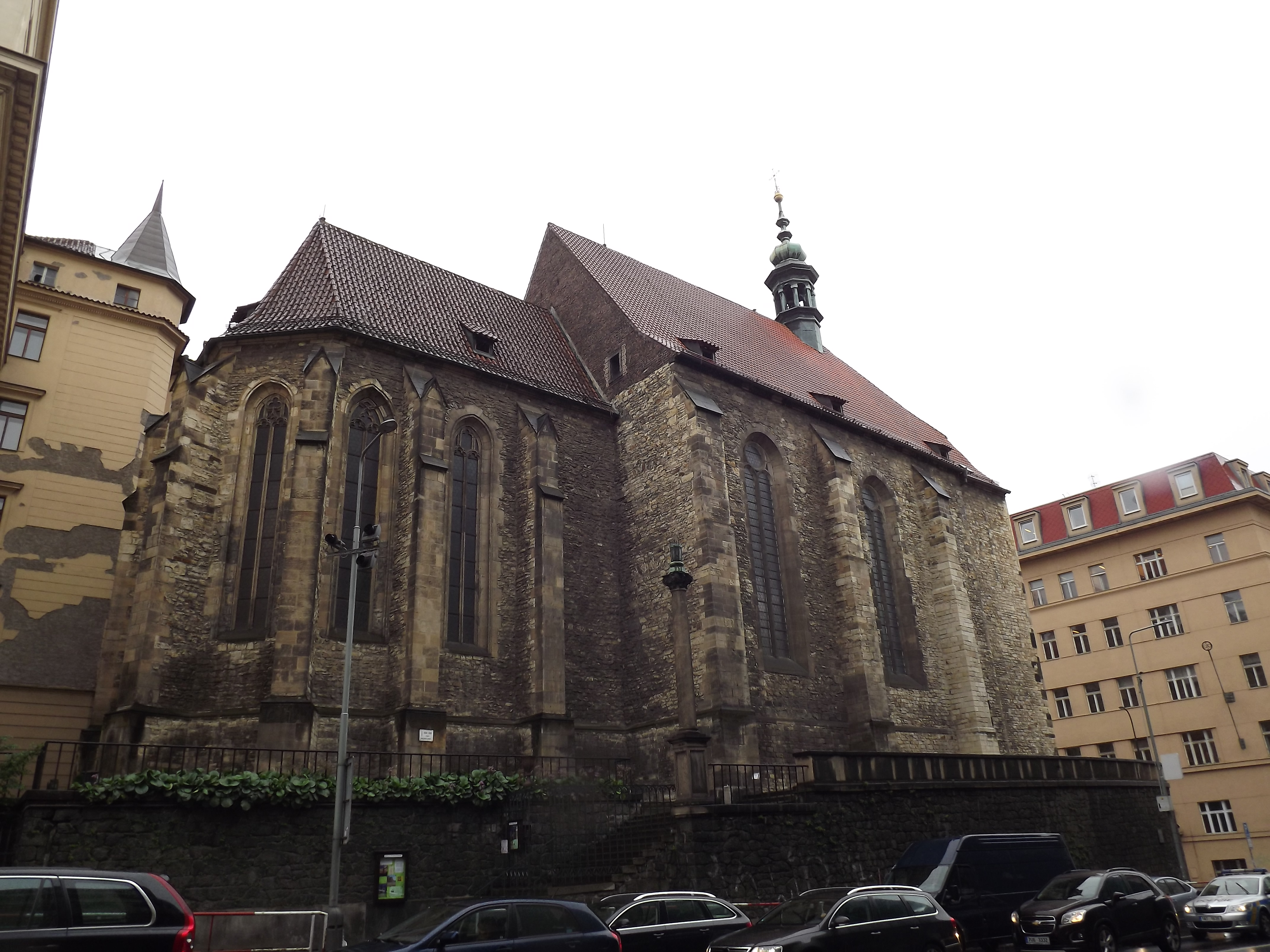
Pohled na kostel z Resslovy ulice
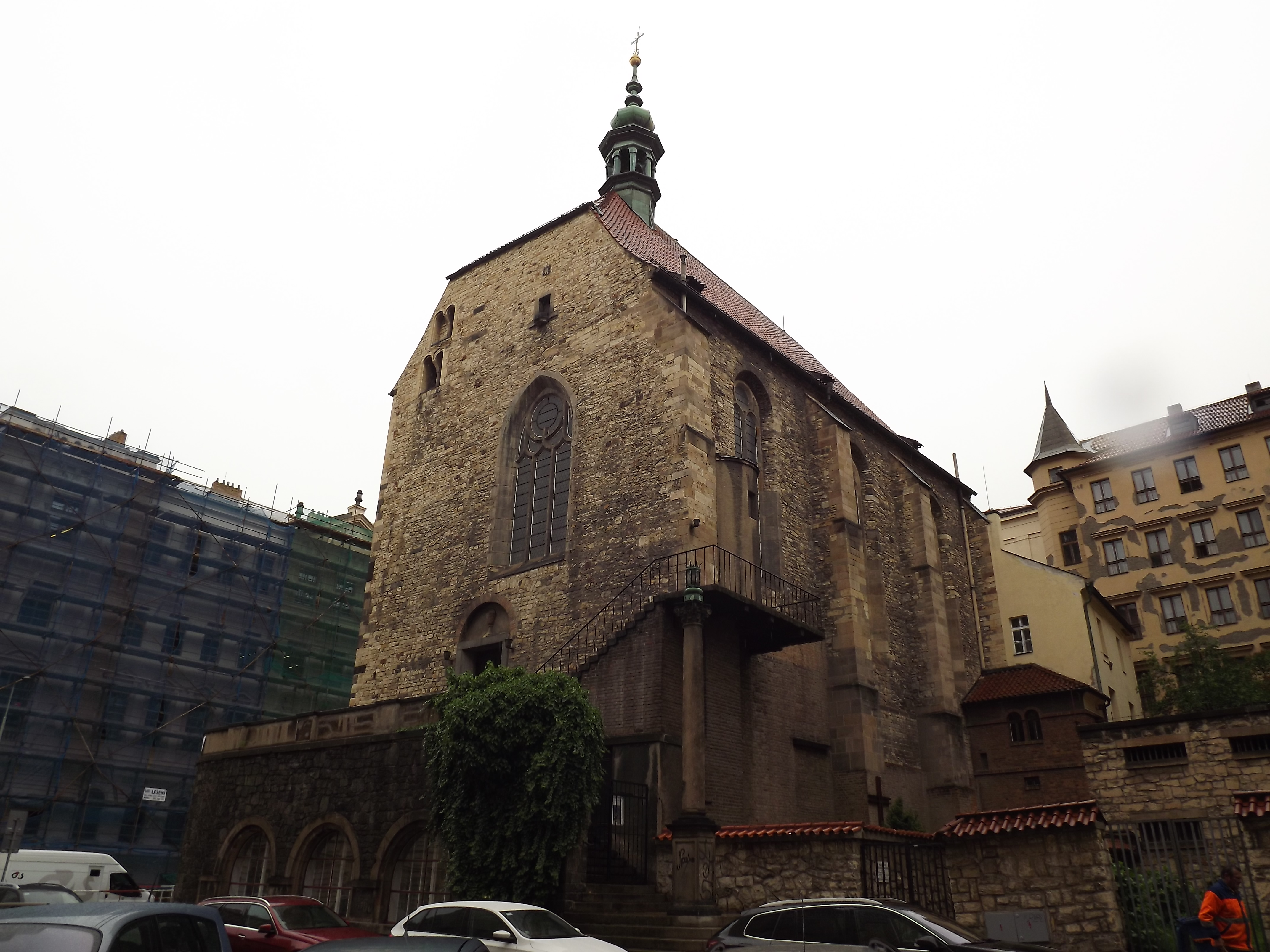
Pohled na kostel z Dittrichovy ulice